# Mallada dispar
Mallada dispar är en insektsart som först beskrevs av Douglas E. Kimmins 1952.  Mallada dispar ingår i släktet Mallada och familjen guldögonsländor. Inga underarter finns listade i Catalogue of Life.